# Adrián Alonso
Adrián Alonso (Ciudad de México, 6 de abril de 1994) es un actor mexicano.

## Trayectoria
En 2003, obtuvo su primer papel en una película llamada Voces inocentes (inglés: Innocent Voices). Después, comenzó a trabajar en una serie de TV llamada Pablo y Andrea, donde hizo el papel de Martín.
A principios de 2004, representó el papel de Joaquín de la Vega en la película La leyenda del Zorro, protagonizada por Antonio Banderas y Catherine Zeta-Jones. Esta película fue su primer gran proyecto, y también fue un gran reto porque estaba grabando en Idioma inglés, por lo que necesitó un profesor durante todo ese tiempo. A partir de aquí fue obteniendo diversos papeles hasta conseguir el papel principal de una película llamada La misma Luna, que fue presentada en el Festival de Cine de Sundance en 2007.

## Filmografía
| #  | Película/Novelas/Series                    | Año                      | Personaje | Premios |
| -- | ------------------------------------------ | ------------------------ | --- | --- |
| 1  | El secreto de Alejandra                    | 1997                     | Henrique | |
| 2  | El alma herida                             | 2003                     | Daniel (joven) | |
| 3  | Voces Inocentes                            | 2004                     | Chele | |
| 4  | Al otro lado                               | 2004                     | Prisciliano Martínez | |
| 5  | Pablo y Andrea                             | 2005                     | Martín Ibáñez | |
| 6  | La leyenda del Zorro                       | 2005                     | Joaquín de la Vega | |
| 7  | Mujer, casos de la vida real - 7 episodios | 2004-2006                | | |
| 8  | Dios o demonio                             | 2006                     | Tony | |
| 9  | One long night                             | 2007                     | Richard (joven) | |
| 10 | La familia P. Luche                        | 2007                     | Diego (1 episodio "Carrera de Perros") | |
| 11 | La misma Luna                              | 2007                     | Carlos Reyes 'Carlitos' | Young Artist Award |
| 12 | Tiempo de partir                           | 2008                     | | |
| 13 | Casi divas                                 | 2008                     | Patricks | |
| 14 | El muro de al lado                         | 2009                     | Eleuterio | |
| 15 | Cómo no te voy a querer                    | 2009                     | Alejandro Correa | |
| 16 | La rosa de Guadalupe                       | 2009 2010 2012 2013 2015 | Gustavo (princesa), Nelson "Roko" (El primer beso), Poncho (Algo raro tiene Elisa) Edison (Ilusiones rotas) Esteban (La Lección) Rigoberto (Los Seres Humanos somos lo mismo) Aurelio (La Última Flor del Asfalto) | |
| 17 | Los simuladores                            | 2009                     | Pablo | |
| 18 | La leyenda de las arcas                    | 2011                     | Erick | |
| 19 | El último aliento                          | 2011                     | Nio Alberca | |
| 20 | El sexo débil (Serie de Cadena Tres)       | 2011                     | Víctor Camacho | |
| 21 | Más allá del muro                          | 2011                     | | |
| 22 | Cristiada                                  | 2012                     | Lalo | |
| 23 | "Sr Ávila"                                 | 2013                     | Emiliano Ávila | |
| 24 | Como dice el dicho                         | 2013 2015 2017 2018      | Richard José (El que tenga Tienda, que la Atienda, sino, que la Venda) | Ramón (Calza Mocasines y deja Huella) (El que no quiere ver Fantasmas, que no salga de Noche), Javier (La Verdad aunque severa, es Amiga Verdadera) (Del Hombre es errar y del Burro rebuznar) |